# Glaucestrilda
Glaucestrilda (лат.) — род птиц семейства вьюрковых ткачиков (Estrildidae). Распространены в Африке. Небольшие птицы длиной 10—11 см. Зерноядные птицы, которые питаются в основном семенами трав. Также в состав рациона входят ягоды, фрукты и спорадически насекомые.

## Виды
В состав рода включают три вида:
| Изображение | Научное название       | Русское название           | Распространение |
| ----------- | ---------------------- | -------------------------- | --- |
|             | Краснохвостый астрильд | Glaucestrilda caerulescens | Бенин, Буркина-Фасо, Камерун, ЦАР, Чад, Кот-д’Ивуар, Гамбия, Гана, Гвинея, Гвинея-Бисау, Либерия, Мали, Нигер, Нигерия, Сенегал, Судан, Того |
|             | Чернохвостый астрильд  | Glaucestrilda perreini     | Ангола, Республика Конго, Демократическая Республика Конго, Габон, Малави, Мозамбик, Южная Африка, Эсватини, Танзания, Замбия и Зимбабве.    |
|             | Краснобокий астрильд   | Glaucestrilda thomensis    | Ангола (провинции Намибе, Уила, Уамбо); северо-запад Намибии.                                                                                |

Ранее представители рода включались в состав рода Estrilda.